# Сіон Соно
Сіон Соно, власне Шіон Соно (яп.園 子温, Sono Shion, 園 子温, часто романізований як Sono Sion; * 1961, Тойокава, префектура Айті) — японський режисер, актор, продюсер, сценарист і поет. Його поетично-авангардні фільми, часто із сюрреалістичним змістом, нерідко викликають суперечливі оцінки.
2018 року він був запрошений до Академії кіномистецтв і наук, яка щороку присуджує Оскари.

## Біографія
Шіон Соно виріс біля затоки Мікава. Його дитинство пройшло під знаком особливої суворості батьків, «мало схильних до щастя» .
Свої перші вірші Шіон Соно опублікував у віці 17 років, згодом вступив до університету Хосей в Токіо. Саме там він почав знімати фільми, в першу чергу короткометражки. 1987 року фільм «Квітковий шлях чоловіка», у якому він був співавтором, режисером та зіграв головну роль, отримав четверте місце на кінофестивалі Піа . Ця нагорода разом із грантом дозволила йому зняти свій перший повнометражний фільм «Велосипедні зітхання» (Jitensha toiki), який фийшов на екрани 1990 року
Паралельно з режисерською кар'єрою Сіон Соно активно брав участь у русі Tokyo GAGAGA, лідером якого він був. Рух проводив свої акції на вулицях Токіо. Протягом багатьох днів учасники групи проводили демонстрації з декламацією віршів, висловлюючи таким чином дискомфорт токійського суспільства 1990-х років . Саме з цією групою молодих людей Сіон Соно зняв 1995 року «Поганий фільм», проект, який з фінансових причин на деякий час залишиться незавершеним: монтаж буде закінчено аж 2013 року .
Режисер залишався вірним своїм першим поетичним і антиконформістським поривам, які й зробили його неповторним режисером. Не вагаючись він вставляв у свої фільми вірші або робив їх тривалістю чотири години (пор. Викриття кохання).
Сіон Соно одружився з акторкою Мегумі Кагуразака, яка знялася у понад десяти його фільмах, зокрема у фільмах «Холодна риба»» (2010) та « Винен у романі» (2011) .

## Теми та впливи
Фільми Сіон Соно загалом похмурі, їх зараховують до піджанру фільмів жаху сплеттер (через надмірність сцен з кров'ю), на що також вказували на багатьох фестивалях. Так, у 2001 році він створив ажіотаж із фільмом Suicide Club, перша сцена якого показує радісне самогубство на станції метро близько півсотні старшокласниць. Наскрізною темою в його фільмах є провал сімейного щастя. Сіон Соно у своїх фільмах звертається до ролі жінки в японському суспільстві та часто бачить її зведеною до об'єкта, нездатною висловлювати свої природні бажання, щоб не видати себе за «погану жінку». Постійною темою в нього є розпад суспільства та його інститутів (сім'ї, а також релігії у « Викритті кохання»). Загалом, можна сказати, що Сіона Соно дуже надихають різноманітні недуги японського суспільства. Ідея фанатизму через відсутність орієнтирів або пошук відомості через анонімність, нав'язану індивідуалізмом – цим темам зокрема присвячені фільми Love Exposure and Suicide Club .
Сіон Соно без вагань звертається до сексуальності та збочень, намагаючись відокремити фізичні й психічні збочення від суспільних.
Для режисера, за його словами, постійним натхненням у кінематографі була поезія та власні почуття, які виникали під час написання вірші . Його перший короткометражний фільм « Я — Сіон Соно». ! (Ore wa Sion Sono da !!), особиво яскраво показує значення, яке має поезія в його творчості. Саме тому у Сіона Соно спочатку камера була лише засобом висвітлення поезії. Він заявляв, що через свою сором'язливість завжди уявляв себе романістом і поетом, а не режисером .
Улюбленим письменником Сіона Соно є Едогава Рампо, один з найвідоміших японських авторів детективних романів і оповідань, засновник ero guro nansensu, мистецького руху, що поєднує еротику з жахливими та гротескними елементами. Твори Сіона Соно цілком відповідають цьому руху

## Фільмографія

### Режисер (художнє кіно)
- 1986: Квітковий шлях чоловіка / Otoko no hanamichi (男 の 花道)
- 1988: Вирішальна битва! / essen! Joshiryo tai danshiryo (決 戦！ 女子 寮 対 男子 寮)
- 1989: Велосипедне зітхання (自 転 車吐息 Jitensha toiki)
- 1992: Кімната (部屋 Хейя)
- 1995: Поганий фільм (バ ッ ド フ ィ ル ム; завершено та опубліковано в 2012 році)
- 1997: Keiko desu kedo (桂子 で す け ど)
- 1998: Данкон: Людина (男 痕)
- 2000: Seigi no Tatsujin Nyotai Tsubo saguri (性 戯 の 達 人 女 体 壺 さ ぐ り)
- 2000: Уцусімі (う つ し み; документальний фільм)
- 2002: Коло самогубців (自殺 サ ー ク ル Jisatsu saakuru)
- 2005: Into a Dream (夢 の 中 へ Yume no naka e)
- 2005: Обідній стіл Норіко (紀 子 の 食 卓 Noriko no shokutaku)
- 2005: Дивний цирк (奇妙 な サ ー カ ス Kimyō na saakasu)
- 2005: Небезпека
- 2006: Kikyū kurabu, sonogo (気 球 ク ラ ブ 、 そ の 後)
- 2007: Exte: Нарощування волосся (エ ク ス テ Ekusute)
- 2008: Викриття любові (愛 の む き だ し Ai no mukidashi)
- 2008 Токійська поліція крові (東京残酷警察)
- 2009: Обов'язково поділіться (ち ゃ ん と 伝 え る Chanto tsutaeru)
- 2010: Холодна риба (冷 た い 熱 帯 魚 Tsumetai nettaigyo)
- 2011: Винен у романтиці (恋 の 罪 Koi no tsumi)
- 2011: Хімідзу (ヒ ミ ズ)
- 2012: Країна надії (希望 の 国 Kibô no kuni)
- 2013: Чому ти не граєш у пеклі? (地獄 で な ぜ 悪 い Jigoku de naze warui)
- 2014: Плем'я Токіо (ト ウ キ ョ ウ ト ラ イ ブ Tōkyō Toraibu)
- 2015: Лебідь Шінджюку (新宿 ス ワ ン)
- 2015: Любов і мир (ラ ブ ＆ ピ ー ス)
- 2015: Квач (リ ア ル 鬼 ご っ こ)
- 2015: The Virgin Psychics (映 画 み ん な！ エ ス パ ー だ よ!)
- 2015: Зірка, що шепче (ひ そ ひ そ 星 Hiso Hiso Boshi)
- 2017: Лебідь Шінджуку II (新宿 ス ワ ン II)
- 2017: Антипорно (ア ン チ ポ ル ノ)
- 2019: Ліс кохання (愛 な き 森 で 叫 べ)
- 2021: В'язні країни привидів

### Режисура (короткометражні фільми)
- 1984: Любовна пісня / Rabu songu (ラブソング)
- 1985: Я — Сіон Соно! / Ore wa Shion Sono da!! (俺は園子温だ!!)
- 1986: Любов / Ai (愛)
- 1998: Вітер / Kaze (風)
- 2001: 0cm4 (パリ・コレバージョン)
- 2003: Тато і мама / Chichi no hi (父の日)
- 2004: Коли ти виростеш / Otona ni nattara (大人になったら; Уривок з «Nô-pantsu gâruzu: Movie box-ing2»)

## Премії та інші відзнаки
За свої фільми Сіон Соно отримав такі нагороди:
Austin Fantastic Fest
- 2007 Найкращий фільм — Екусуте

Берлінський міжнародний кінофестиваль
- 2006 — Приз читачів від «Berliner Zeitung» — Дивного цирку
- 2009 — кінопремія «Калігарі» — « Любовне оголення»
- 2009 — Премія FIPRESCI — «Любовне оголення»

Кінофестиваль Fant-Asia
- 2003 – Відзнака «Ground-Breaking Film» за Клуб самогубців
- 2003 — ВІдзнака Fantasia Ground-Breaker за Клуб самогубців
- 2009 — Найкращий азійський фільм — Любовне оголення
- 2009 — Найінноваційніший фільм — Любовне оголення
- 2009 — Спеціальний приз журі — Любовне оголення

Міжнародний кінофестиваль у Карлових Варах
- 2005 — премія «Дон Кіхот» — Обідній стіл Норіко
- 2005 — Особлива згадка — Обідній стіл Норіко

Кіноконкурс в Майнічі
- 2010 — Найкращий режисер — Любовне оголення

Крім того, Сіон Соно був номінований на такі нагороди:
Нагороди Азійсько-Тихоокеанського екрану
- 2009 — за режисуру — Love Exposure

Нагороди Азійського кіно
- 2010 — Найкращий режисер — Любовне оголення

Міжнародний кінофестиваль у Карлових Варах
- 2005 — Кришталевий глобус — Обідній стіл Норіко